# Мира, кралски детектив
„Мира, кралски детектив“ (на английски: Mira, Royal Detective) е американски компютърно анимиран сериал, продуциран от Wild Canary Animation, който е вдъхновен от индийската култура. Героинята на сериала, Мира, е първата южноазиатска героиня в сериал на Disney Junior. Сериалът дебютира в Съединените щати по Disney Junior на 20 март 2020 г. и в Канада на 22 март.
На 12 декември 2019 г. сериалът е подновен за втори сезон след дебюта на първия сезон. Втория сезон се излъчи премиерно на 5 април 2021 г. по Disney Junior и DisneyNOW. Последния епизод на сериала е излъчен на 20 юни 2022 г.

## Актьорски състав
- Лийла Ладние – Мира[7]
- Кал Пен – Мику[7]
- Уткарш Амбудкар – Чику[7]
- Фрида Пинто – Кралица Шанти[7][8]
- Камран Лукас – Принц Неел[7][8]
- Каран Брар – Принц Вир[7][9][8]
- Рошни Едуардс – Прия[7][9][8]
- Хана Симоне – Пинки[7][9][8]
- Асиф Мандви – Сахил[7][9][8]
- Дани Пюди – Санджив Джоши[10]
- Апарна Нанчерла – Мина[7][8]
- Джулиън Зейн – Друв Шарма[11]
- Маулик Панчоли – Ранджит[12][8]
- Каран Сони – Манджит[9]
- Авантика Ванданапу – Камала[13]
- Аудиси Джеймс – Димпъл[14]
- Парвеш Чина – Маниш[7][8]
- Сонал Шах – Пунам[7][8]
- Алагио Джеймс – Чоту[15]
- Икбал Теба – Детектив Гупта
- Сараю Блу – Кралския шивач[7]
- Сарита Чаудхри – Пралеля Рупа[7][8]
- Джамила Джамил – Леля Пушпа[7][9][8]
- Сара Чаудри – Прети
- Нахани Мичъл – Неети
- Ади Аш – Сандип[16]
- Шавани Джайна – Принцеса Шивани
- Хусе Мадхавджи – Рам Синг Джи
- Хусейн Мадхавджи – Кралят на Наяпурам
- Тия Сиркар – Кралицата на Наяпурам

## В България
В България сериалът се излъчва и по локалната версия на Disney Junior през 2022 г., с нахсинхронен дублаж на български език, записан в студио „Александра Аудио“.